# Emilio Valentí
Emilio Valenti (Valencia - † Valparaíso, Chile, agosto de 1935) fue un actor español.

## Biografía
Afincado en Madrid desde principios del siglo XX, desfiló por las compañías teatrales de intérpretes españoles de la época, como Enrique Borrás, Ernesto Vilches o María Guerrero-Fernando Díaz de Mendoza. Con éstos estrenó La calumniada (1919), de los Hermanos Álvarez Quintero y La vestal de Occidente (1919), de Jacinto Benavente. 
En 1920 forma compañía propia con Ricardo Vargas. A principios de la década de 1930 se instaló en Chile, formando en 1932 compañía con Rafael Frontaura de la Fuente y Olvido Leguía. 
Entre sus mayores triunfos sobre los escenarios, deben destacarse Cuando los hijos de Eva no son los hijos de Adán y Los intereses creados, de Benavente y El divino impaciente, de José María Pemán.